# Hermann Tilke
Hermann Tilke, född 31 december 1954 i Olpe, Västtyskland, är en tysk arkitekt och racerförare. Han är mest känd för sina racerbansdesigner.

## Racerbanor
Följande racebanor har Tilke designat:
| År   | Bana                                        | Kommentar               |
| ---- | ------------------------------------------- | ----------------------- |
| 1995 | A1-Ring                                     |                         |
| 1999 | Sepang International Circuit                |                         |
| 2002 | Hockenheimring                              | Ombyggnation            |
| 2004 | Bahrain International Circuit               |                         |
| 2004 | Shanghai International Circuit              |                         |
| 2005 | Istanbul Park                               |                         |
| 2006 | Cancún                                      | Aldrig byggd            |
| 2006 | Beijing International Streetcircuit         |                         |
| 2006 | El Espacio Del Motor                        | Troligtvis aldrig byggd |
| 2007 | Bucharest Ring                              |                         |
| 2008 | Marina Bay Street Circuit                   |                         |
| 2008 | Swedbank kartodroms                         | Kartingbana             |
| 2008 | Valencia Street Circuit                     |                         |
| 2008 | Lippo Village International Formula Circuit |                         |
| 2008 | Circuito les Coves                          | Ej byggd                |
| 2009 | Yas Marina Circuit                          |                         |
| 2009 | Ciudad del Motor de Aragón                  |                         |
| 2010 | Dublin Street Circuit                       | Aldrig byggd            |
| 2010 | Korean International Circuit                |                         |
| 2010 | Moscow Raceway                              |                         |
| 2010 | Kazakhstan Motor City                       |                         |
| 2010 | Atlanta Motorsports Park                    |                         |
| 2011 | Buddh International Circuit                 |                         |
| 2012 | Circuit of the Americas                     |                         |
| 2013 | Port Imperial Street Circuit                | Aldrig byggd            |
| 2013 | Autodromo y Centro Cultural Motorpark       |                         |
| 2014 | Bistra – Zagreb                             |                         |
| 2014 | Sotji Autodrom                              |                         |
| 2019 | Igora Drive                                 |                         |
| 2021 | Jeddah Corniche Circuit                     |                         |